# Frikyrkor i Linköpings kommun
2 mil sydöst om Linköping finns den ekumenisk inriktade kurs-, konferens-, församlings- och retreatgården Bjärka-Säby.

## Frikyrkor i centrala Linköpings kommun
- Adventkyrkan - Adventistsamfundet
- Baptistkyrkan - Equmeniakyrkan
- Citykyrkan - Evangeliska frikyrkan
- Emanuel - Equmeniakyrkan
- Frälsningsarmén - Frälsningsarmén
- Emausförsamlingen Grebo - Evangeliska frikyrkan
- Hulta Missionsförsamling - Equmeniakyrkan
- Johanneskyrkan - Evangeliska frikyrkan
- Lambohovskyrkan Linköping - Equmeniakyrkan och Svenska kyrkan
- Missionskyrkan - Equmeniakyrkan
- Nygårdskyrkan - Evangeliska frikyrkan
- Ryttargårdskyrkan - Evangeliska frikyrkan
- Sionförsamlingen - Pingströrelsen
- Victory Bibelcenter - Trosrörelsen

## I övriga Linköpings kommun

### Ekängen
- Ekängens Missionsförsamling - Equmeniakyrkan

### Linghem
- Askeby Missionsförsamling - Equmeniakyrkan
- Elimförsamlingen i Askeby/Örtomta - Evangeliska frikyrkan och Pingströrelsen
- Östra Skrukeby Missionsförsamling - Equmeniakyrkan

### Ljungsbro
- Filadelfia - Evangeliska frikyrkan

### Nykil
- Treklangen - Equmeniakyrkan och Pingströrelsen

### Skeda udde
- Skeda baptistförsamling - Evangeliska frikyrkan